# Gete Vami
Gete Vami (Gete Wami), etiopska atletinja, * 11. december 1974, Debre Berhan, Etiopija.
Sodelovala je na atletskem delu poletnih olimpijskih igrah leta 1996 in leta 2000.